# Успение Богородично (Дивле)
Вижте пояснителната страница за други значения на Успение Богородично.
„Успение на Пресвета Богородица“ или „Света Богородица“ (на македонска литературна норма: „Успение на Пресвета Богородица“, „Света Богородица“) е поствизантийска църква в Северна Македония, част от Скопска епархия на Македонската православна църква – Охридска архиепископия.
Разположена е в центъра на скопското село Дивле и е главната селска църква. Изградена и изписана е в 1603 – 1604 година според открития на северната олтарна стена надпис. Във втората половина на XIX век църквата е обновена и наново изписана. Старите фрески са частично разкрити през 1958 година. В олтарното пространство, зад преградата на иконостаса е изобразено Видението на Петър Александрийски, до чийто надпис е открита и годината на изписването. Ктиторните портрети са на южната стена. Облеклото им се отличава от това на известните портрети до XIV век. Облечени са просто без скъпи украшения, единствено шапката на мъжа и цветната шапка на жена му, заедно с големите обици подсказват произхода им. Моделът на църквата, който държат в ръце, е еднокорабна сграда, точно като построената. Зографът е предал ясно изразените им индивидуални черти, за разлика от фигурите на светците, които следват шаблонизиран рисунък.
Църквата е малка, еднокорабна сграда с правоъгълна основа и цилиндричен свод с двускатен покрив, построена от дялан камък без тухли с малка врата. Интериорът е лошо осветен. Конаците са малки, изградени вероятно в XIX век.